# Apsilus
Genre
Apsilus est un genre de poissons de la famille des Lutjanidae.

## Liste des espèces
Selon Catalogue of Life (21 juillet 2025) :
- Apsilus dentatus Guichenot, 1853
- Apsilus fuscus Valenciennes, 1830